# سيليتا إيبانكس
سيليتا إيبانكس (بالإنجليزية: Selita Ebanks)‏، ممثلة وعارضة أزياء كايمانية المولد بريطانية الجنسية ولدت في يوم 15 فبراير 1983 في مدينة جورج تاون، جزر كايمان وهي من أب جمايكي وأم كايمانية عملت مع فيكتوريا سيكريت ورالف لورين.

## روابط خارجية
- سيليتا إيبانكس على موقع IMDb (الإنجليزية)
- سيليتا إيبانكس على موقع قاعدة بيانات الفيلم (الإنجليزية)
- سيليتا إيبانكس على موقع دليل عارضات الأزياء (الإنجليزية)